# 洛倫岑峰
71°45′S 2°50′W / 71.750°S 2.833°W
洛倫岑峰，是南極洲的山峰，位於毛德皇后地的瑪塔公主海岸，處於韋斯萊斯卡爾韋特冰原島峰以南9公里和托梅利滕岩以西11公里，根據挪威探險隊的測量和拍攝的空中照片繪入地圖，現時由南極條約體系管理。